# Étang de Lachamp
Étang de Lachamp – jezioro we Francji o długości 820 metrów i powierzchni 13 hektarów. Znajduje się na terenie gminy Manzat.
Swój bieg zaczyna w nim rzeka Morge. Étang de Lachamp leży na terenie Regionalnego Parku Przyrody Wulkanów Owernii.
W okolicach jeziora występują różne gatunki fauny i flory, w tym m.in. ropucha paskówka, chroniona na podstawie konwencji berneńskiej.